# 意 (電影)
《意》，（汉语其他译名：家乡的故事）是一部2007年的澳大利亚和新加坡合拍的电影。电影的导演托尼·艾雷斯（Tony Ayres）是一位华裔澳大利亚人，他因此片获得了在澳大利亚黄金海岸举行的Inside Film Awards电影节的最佳导演奖；中国演员陈冲饰演该片的女主角玫瑰在该电影节获得影后。
陈冲也以此片獲得素有[澳洲奧斯卡]之稱的澳洲影藝學院獎最佳女主角獎，成為首位在該獎封后的亞洲演員。
陈冲亦以此片再度拿下金馬獎最佳女主角獎，是她第二度於該獎封后。

## 劇情
电影《意》讲述的是中国有名的歌手玫瑰，认识了澳大利亚人比尔，并因此携带自己的儿女去了澳大利亚。然后种种原因又与比尔分开了，于是玫瑰在陌生的城市与不同的男人们来往而维持自己的生活。

## 演員
影片的演员有陈冲、戚玉武、骆佳炜、Haven Tso、Steven Vidler，Irene Chen

## 獎項
| 頒獎典禮     | 獎項         | 名單                          | 結果 |
| ------------ | ------------ | ----------------------------- | ---- |
| 第44屆金馬獎 | 最佳劇情片   |                               | 提名 |
| 第44屆金馬獎 | 最佳女主角   | 陳沖                          | 獲獎 |
| 第44屆金馬獎 | 最佳男配角   | 駱佳煒                        | 提名 |
| 第44屆金馬獎 | 最佳新演員   | 駱佳煒                        | 提名 |
| 第44屆金馬獎 | 最佳原著劇本 | Tony AYRES                    | 獲獎 |
| 第44屆金馬獎 | 最佳美術設計 | Melinda DORING                | 提名 |
| 第44屆金馬獎 | 最佳造型設計 | Kirsten VEYSEY, Cappi Ireland | 提名 |

## 外部連結
- 開眼電影網上《意》的資料（繁體中文）
- 豆瓣电影上《意》的資料 （简体中文）
- 时光网上《意》的資料（简体中文）
- AllMovie上《意》的资料（英文）
- 爛番茄上《意》的資料（英文）
- 互联网电影数据库（IMDb）上《意》的资料（英文）